# Hypokotyl

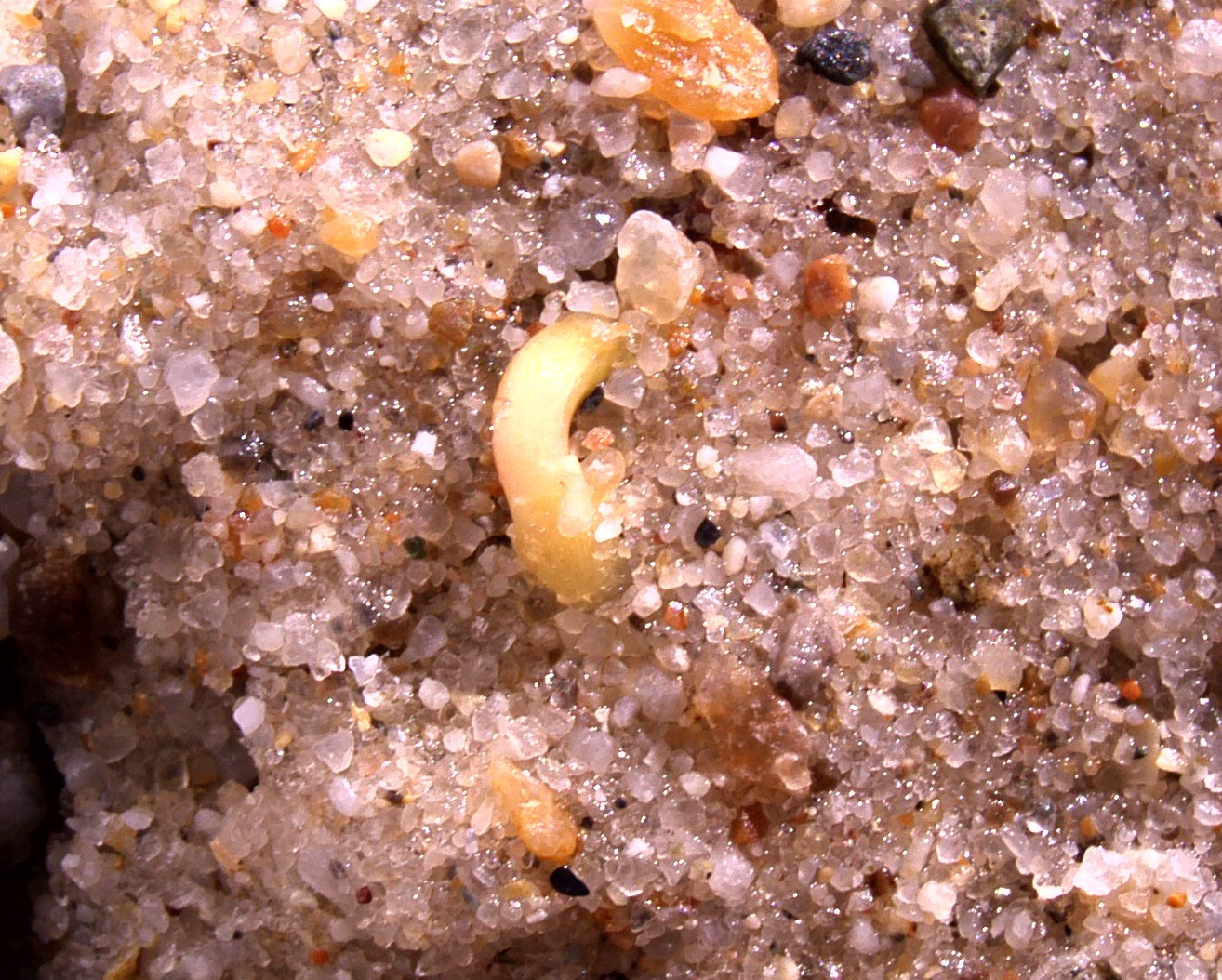
Hypokotyl einer Jeffrey-Kiefer

Hypokotyl (griechisch hypo „unterhalb“ und kotyle „Höhlung“; englisch hypocotyl), auch Keimstängel oder Keimachse, ist ein Fachausdruck der Botanik und bezeichnet den untersten Abschnitt der Sprossachse einer Samenpflanze vom Wurzelhals (das ist die Grenzzone zwischen Wurzel und Sprossachse) bis zu den Kotyledonen (Keimblättern).
Der nächsthöhere Abschnitt der Sprossachse zwischen Keimblättern und dem Primärblatt bzw. den Primärblättern ist das Epikotyl.

## Verdickung des Hypokotyls
Bei einem verdickten Hypokotyl spricht man von einer Hypokotylknolle, die wie andere Knollen der Speicherung von Reservestoffen dient. Beispiele für Arten sind Radieschen oder Rote Bete.

## Speicherorgan
Bei wenigen Pflanzenarten werden Nähr- oder Reservestoffe im Hypokotyl im Embryo eingelagert. Dieses verdickte Speicherhypokotyl dient dann dem Samen bei der Keimung als Nährstoffreserve, wie bei der Paranuss.